# Luidia ciliaris
Étoile à sept bras
Espèce
Synonymes
- Asterias ciliaris  Philippi, 1837
- Asterias imperati  Delle Chiaje, 1841
- Asterias pectinata  Couch, 1840
- Asterias rubens  Johnston, 1836
- Hemicnemis ciliaris  Müller & Troschel, 1840
- Luidia fragilissima  Forbes, 1839
- Luidia savignyi  Muller & Troschel, 1842[1]

Luidia ciliaris, communément appelé l'Étoile à sept bras, est une espèce d'étoiles de mer de la famille des Luidiidae.

## Description et caractéristiques
C'est une grande étoile (40-60 cm de diamètre) assez plane, pourvue généralement de 7 bras (parfois légèrement plus ou moins en fonction de la prédation et de la régénération), de longueur facilement inégale. Le corps est de couleur orangée, sans motifs, et laisse apparaître de longues épines marginales de couleur claire, très mobiles et qui servent à l'enfouissement dans le sable. Sur la face inférieure, les podia sont longs et nombreux, dépourvus de ventouse. 

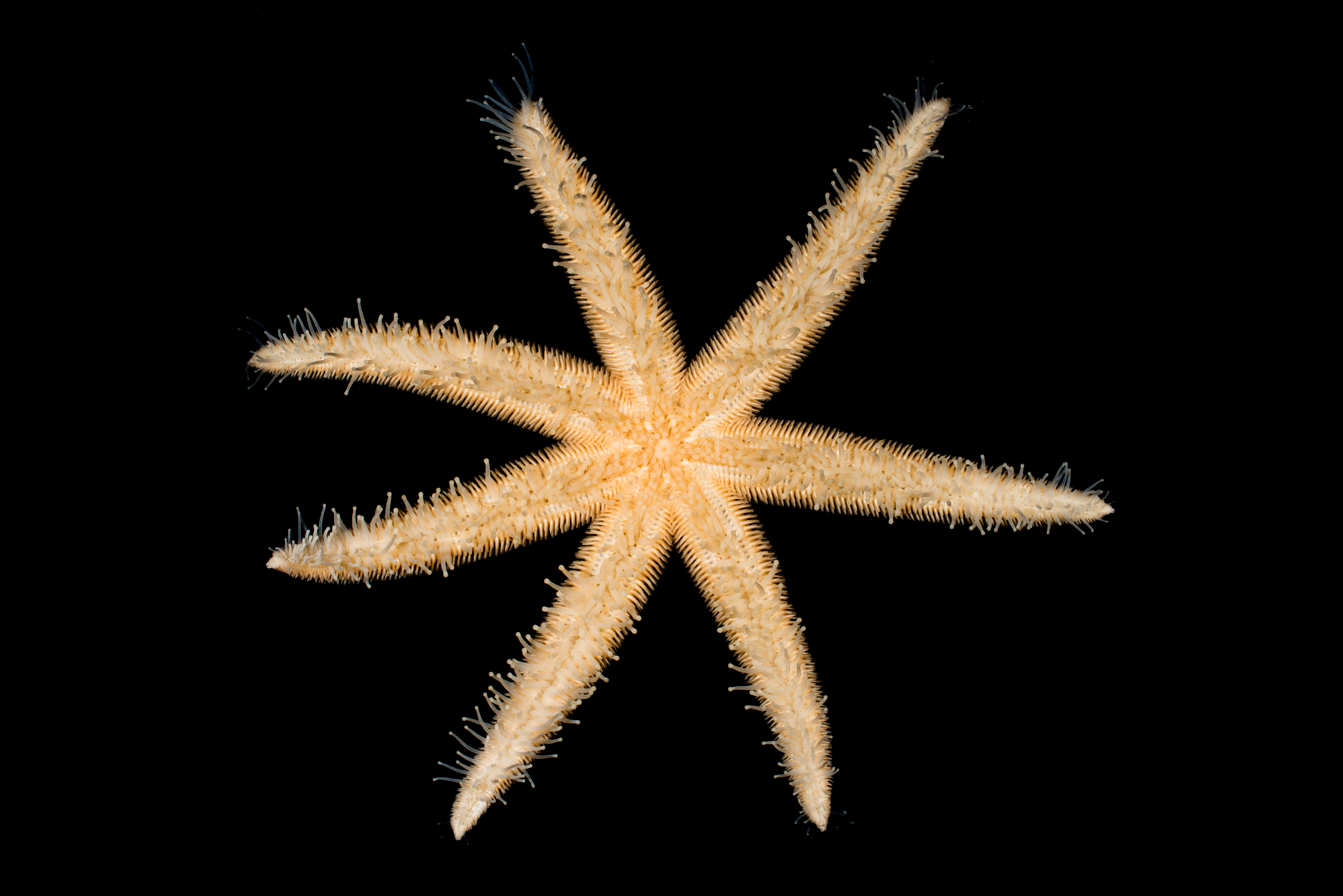
Face orale.
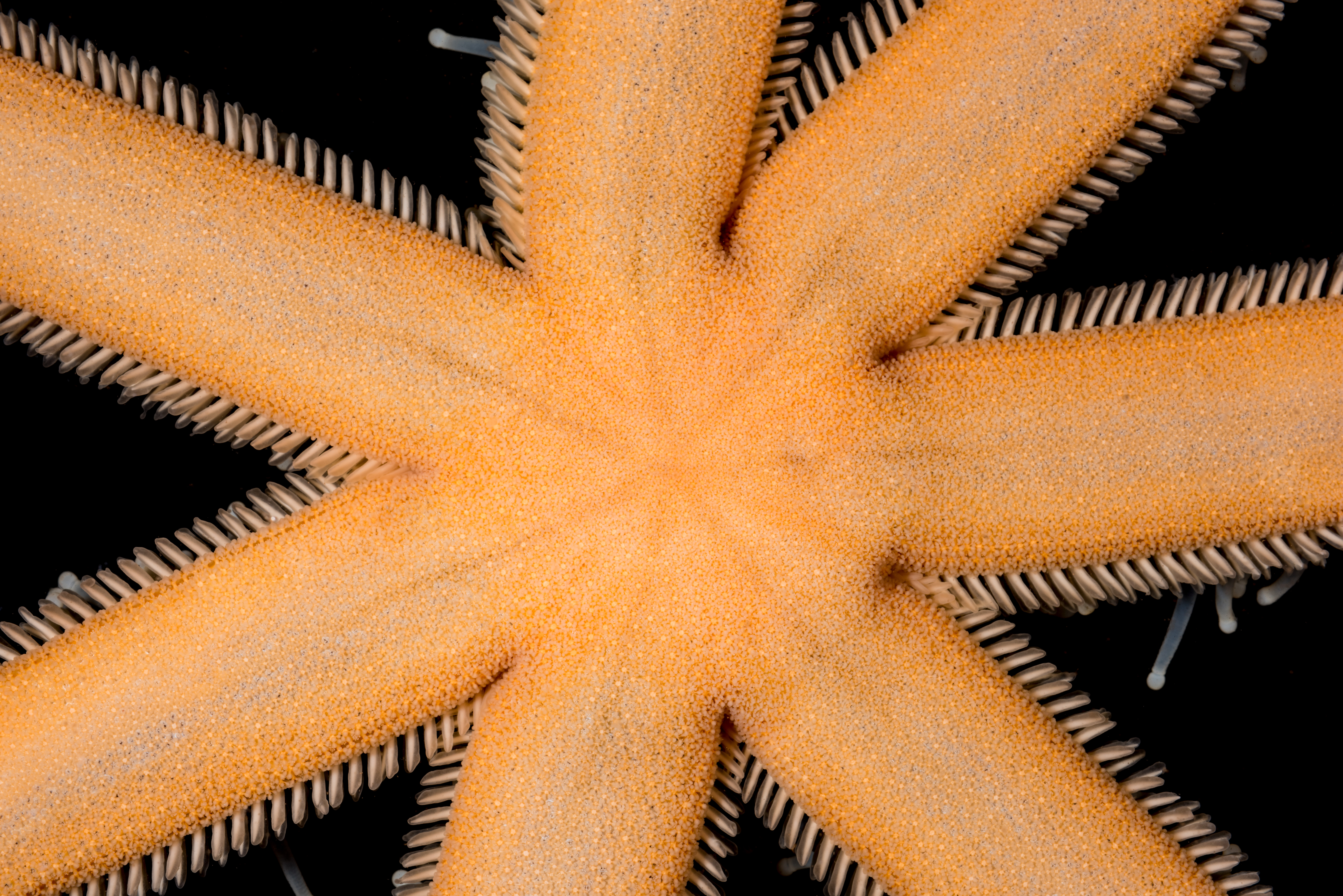
Détail du disque central.
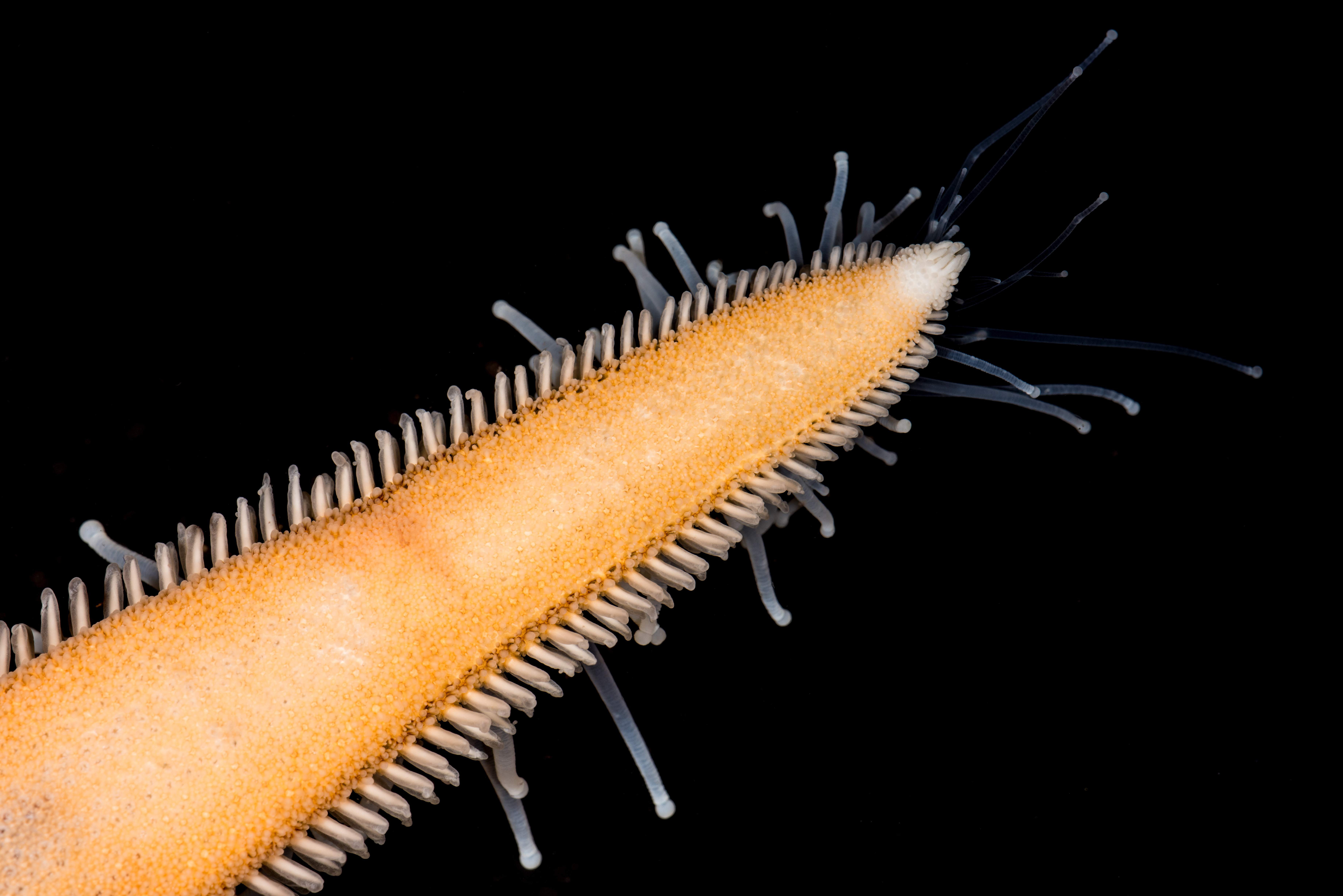
Détail du bras.
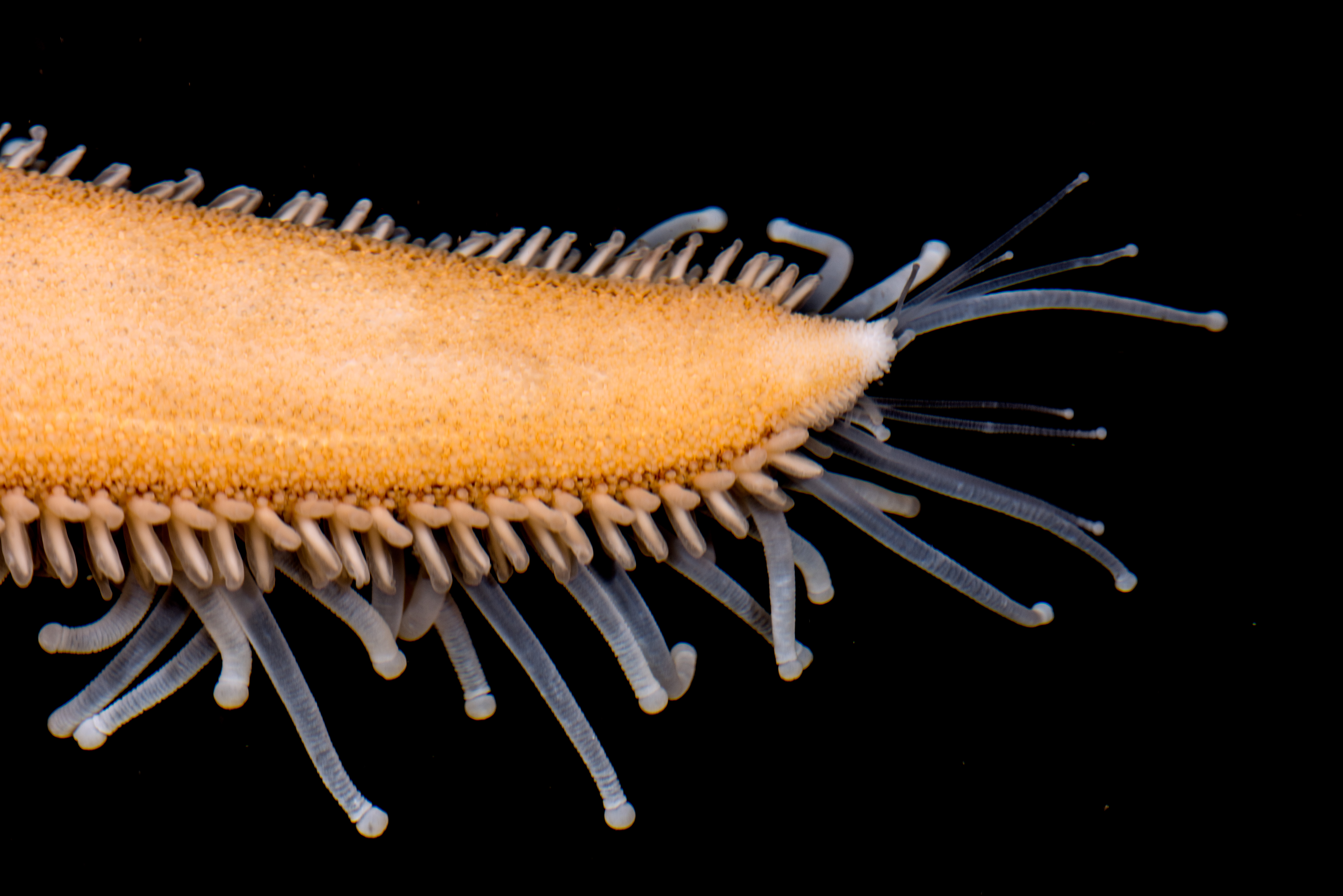
Détail d'une pointe de bras avec podia.

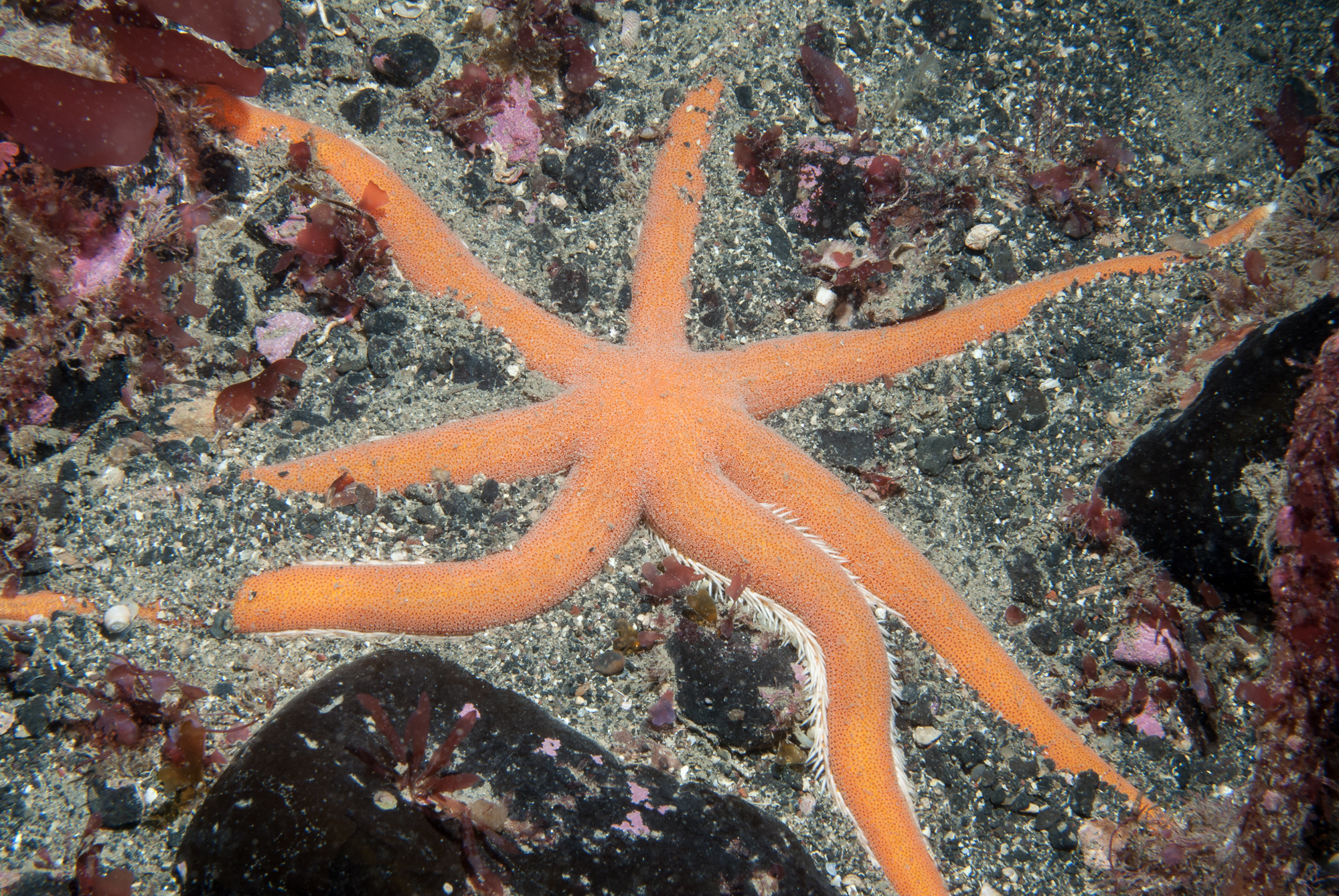
En Irlande.
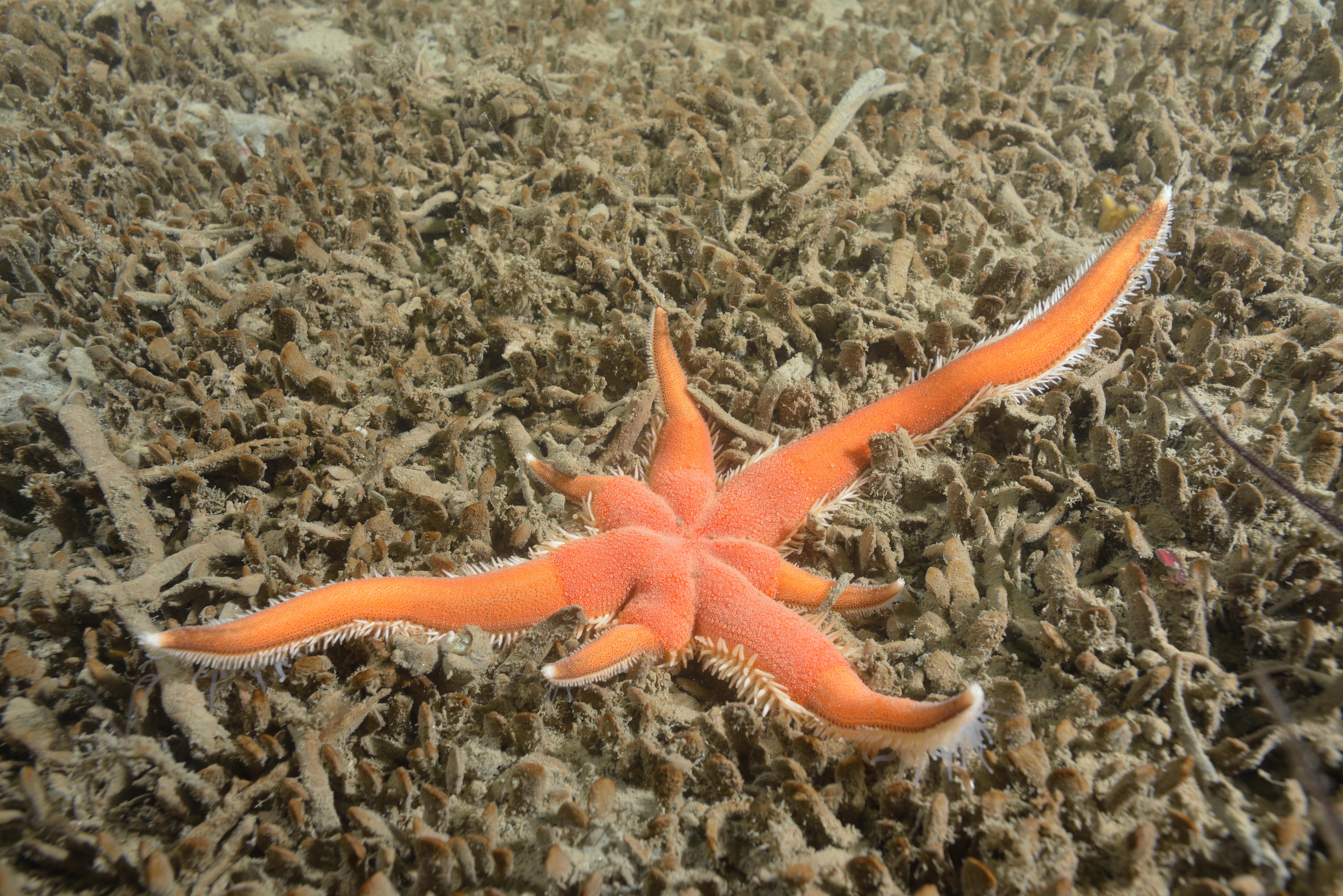
Spécimen en régénération.
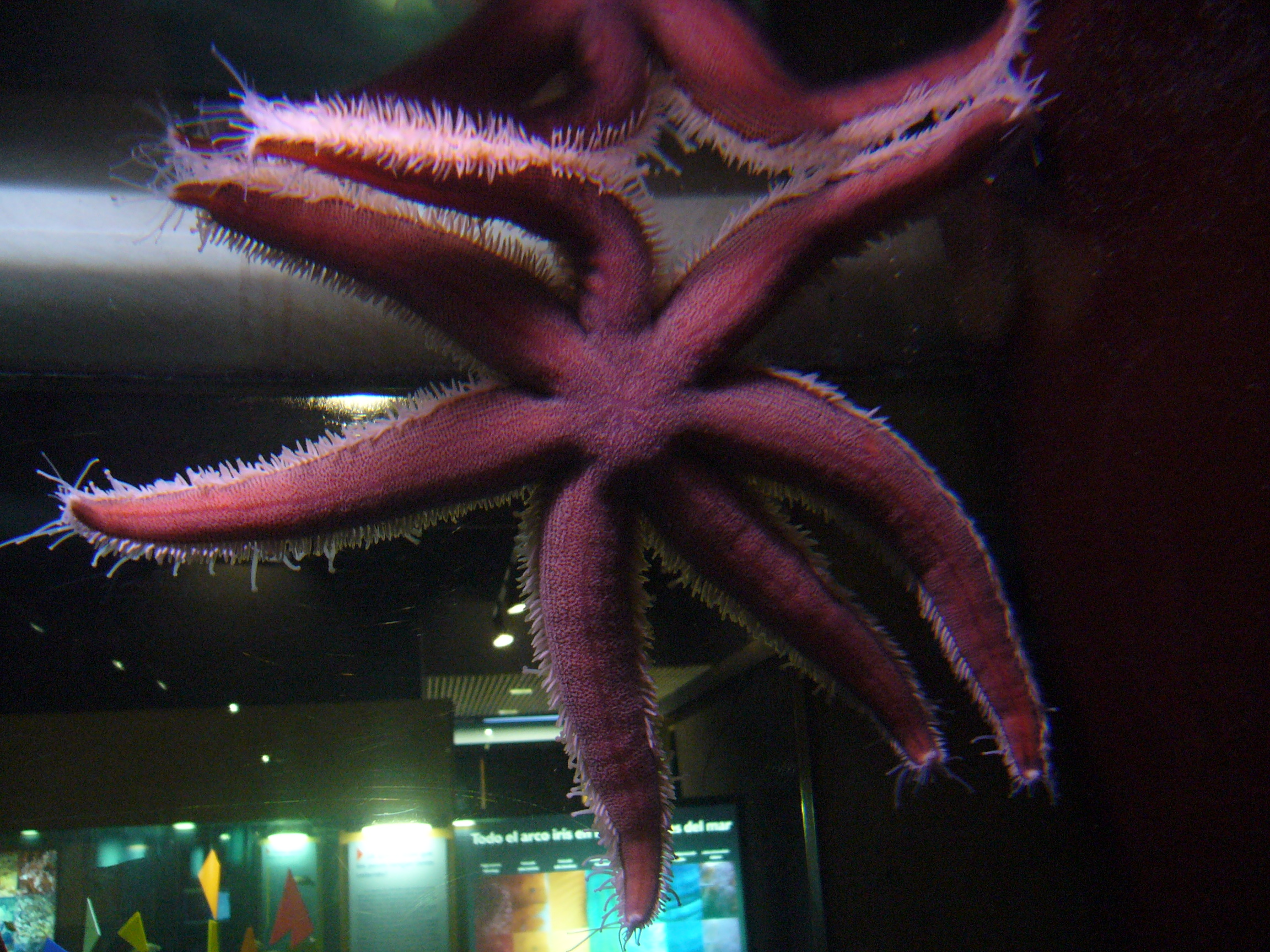
En aquarium.
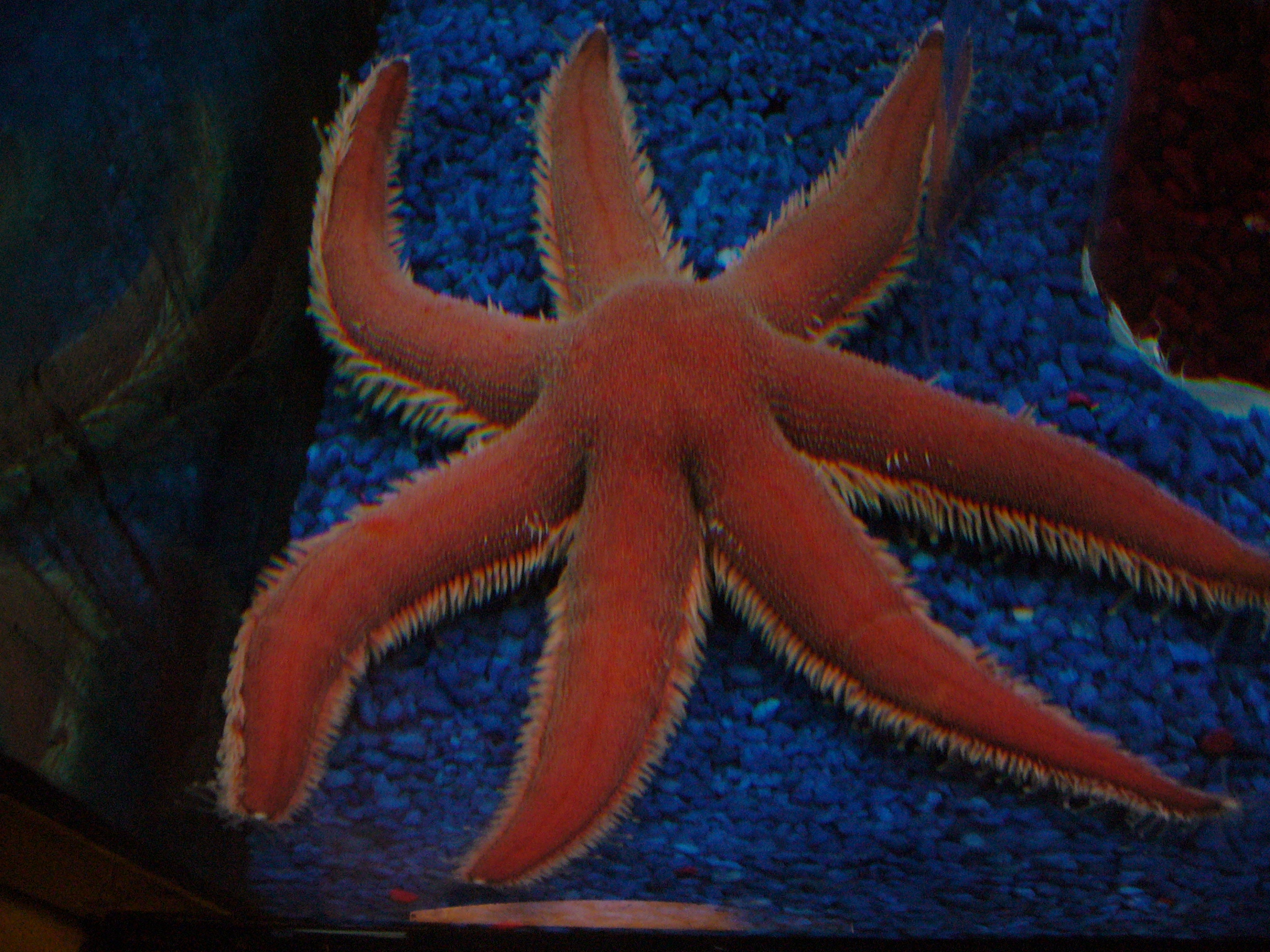
Idem.

## Habitat et répartition
Cette espèce est présente sur le fond marin dans l'est de l'océan Atlantique de la Norvège et les îles Féroé jusqu'au sud au Cap-Vert, aux Açores et en mer Méditerranée. Elle se trouve à des profondeurs allant jusqu'à 400 voire 600 mètres, principalement sur les sédiments mais parfois sur des sols plus durs,. Sciaphile, elle fuit la lumière, et se rencontre donc surtout à partir d'une vingtaine de mètres de profondeur.